# Renate Junker
Renate Junker-Potgieter (née le 26 mars 1938 à Spremberg) est une athlète allemande, spécialiste du saut en longueur.
Elle se marie avec Gert Potgieter. Elle termine 4e des Jeux olympiques d'été de 1960 à Rome en 6,19 m, à deux cm du podium.